# Собор Покрова Пресвятыя Богородицы (Самара)
Собор Покрова Пресвятыя Богородицы ― православный храм в Самаре, кафедральный собор Нижневолжской епархии Русской древлеправославной церкви.

## История
Русская древлеправославная церковь или «новозыбковская иерархия» ― одна из старообрядческих организаций поповского толка, основу которой изначально составили беглопоповцы, которые не приняли белокриницкой иерархии. Первоначально их духовный центр находился в Саратове. В 1924 году он был перенесён в Москву, а в 1955 году ― в Куйбышев (Самару), и, наконец, в 1963 году ― в Новозыбков (Брянская область), отсюда и их название ― «новозыбковская иерархия».
Самарская община этого толка является одной из крупнейших старообрядческих организаций Самары. Число прихожан общины насчитывает более пятисот человек. Храм во имя Покрова Пресвятыя Богородицы в Самаре является кафедральным собором и центром храмового комплекса самарской общины РДЦ.
Решение о постройке храма было принято общиной старообрядцев в 1987 году. Строительство было совершено в кратчайшие сроки. Храм построен в традиционном древнерусском стиле церковного зодчества. 14 октября 1990 года, на праздник Покрова Пресвятой Богородицы, архиепископ Геннадий (Антонов) освятил новопостроенный храм.
В 2001 году рядом с храмом был открыт Женский монастырь в честь пророка Илии.
С 2006 года является резиденцией епископа Волжского Савина (Тихова).
Богослужения в храме во имя Покрова Пресвятыя Богородицы в Самаре совершаются накануне и в дни православных праздников, а также в субботние и воскресные дни. При храме работает детская воскресная школа.